# Cigogne noire
Ciconia nigra
Espèce
Synonymes
- Ardea nigra Linnaeus, 1758
(protonyme)

Statut de conservation UICN

 LC  : Préoccupation mineure
Statut CITES
La cigogne noire (Ciconia nigra) est une espèce d'oiseaux de la famille des Ciconiidae. À peine plus petite et plus farouche que la cigogne blanche, elle peut vivre jusqu'à 20 ans. Elle se nourrit principalement d'amphibiens et d'insectes. On la rencontre en Eurasie et en Afrique, où elle fréquente les forêts profondes avec de vieux arbres et proches de zones humides.

## Description

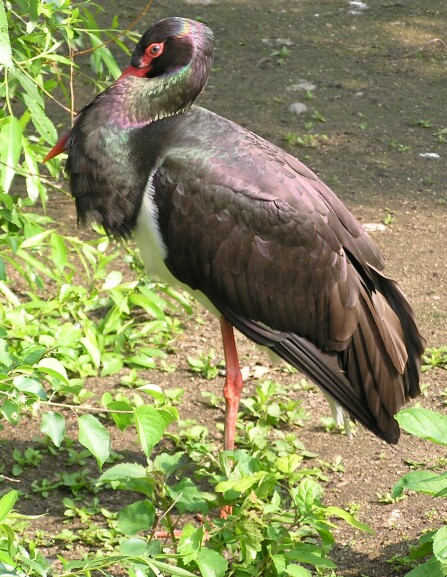
Individu debout, le bec rentré dans les plumes du cou.

La cigogne noire est légèrement plus petite que la cigogne blanche (ciconia ciconia), mesurant 95 à 100 cm pour une envergure de 145 à 155 cm. Elle pèse près de 3 kilogrammes.
Son plumage est presque totalement noir, avec des reflets verts et violet. Seules les plumes de son ventre, du bas de sa poitrine ses axillaires et ses sous-caudales sont blanches. Les plumes de la poitrine sont longues et hirsutes, formant une collerette qui est parfois utilisée lors de la parade nuptiale. Ses pattes sont longues et de couleur rouge. Sa petite tête se termine par un long bec rouge vif, qui s'affine progressivement pour finir en pointe. Son regard est souligné par une zone de peau nue rouge autour de l'œil. Il n'y a pas de dimorphisme sexuel apparent dans le plumage, mais le mâle est légèrement plus grand que la femelle.
Chez le jeune le motif du plumage ressemble à celui des parents, mais le noir est plus brun et moins brillant. Les scapulaires, les plumes des ailes et des sus-caudales ont la pointe pâle. Les pattes, le bec et la peau nue autour de l'œil du cigogneau sont d'un gris verdâtre. Il peut être confondu avec le jeune Tantale ibis (Mycteria ibis), mais ses ailes et son manteau sont plus pâles, avec un bec plus long et du blanc sous les ailes. L'adulte, en vol et de loin, peut même être confondu avec la cigogne blanche : par forte luminosité, le dessus des ailes peut sembler pâle.

## Écologie et comportement

### Alimentation

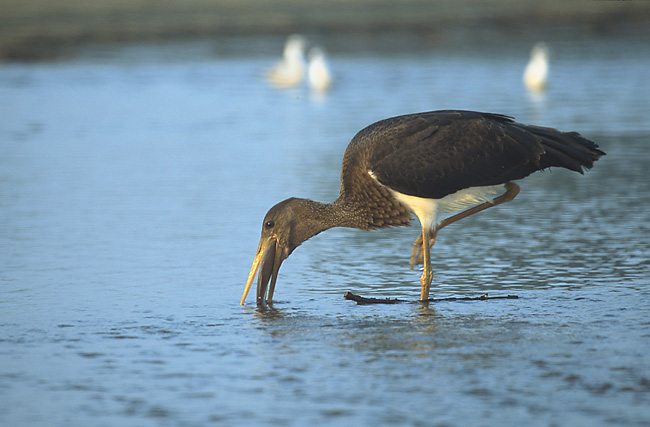
Jeune se nourrissant.

La cigogne noire se nourrit principalement de grenouilles et d'insectes, mais aussi de poissons, crabes, de petits reptiles, oiseaux et mammifères.

### Reproduction
Le nid, fait de branchages, est construit haut dans un arbre, ou sur un escarpement de falaise, toujours près de zones humides (cours d'eau ou marais) et à plus d'une douzaine de mètres du sol. Une ponte compte de 3 à 5 œufs, blancs, qui sont couvés par les deux partenaires durant 38 à 42 jours. Les cigogneaux quittent le nid de 65 à 70 jours après leur sortie de l'œuf.
Les poussins plus faibles ou petits sont parfois tués par leurs parents,. Cela se produit quand les ressources alimentaires se font insuffisantes, la réduction de la taille des couvées augmentant les chances de survie des autres oisillons. Les cigogneaux ne s'attaquent pas entre eux, les poussins plus forts ne sont notamment pas agressifs envers les plus faibles membres de leur couvée comme c'est le cas chez certaines espèces (caïnisme), et la méthode de nourrissage employée par les parents — la régurgitation de grandes quantités de nourriture à la fois sur le fond du nid — ne permet pas aux plus forts de se nourrir entièrement au détriment des plus faibles ; l'infanticide par les parents reste donc le moyen efficace de réduire la taille d'une couvée mais n'est pas souvent observé. Un cas d'infanticide a toutefois été filmé en 2012 sur un nid de trois juvéniles en Belgique.

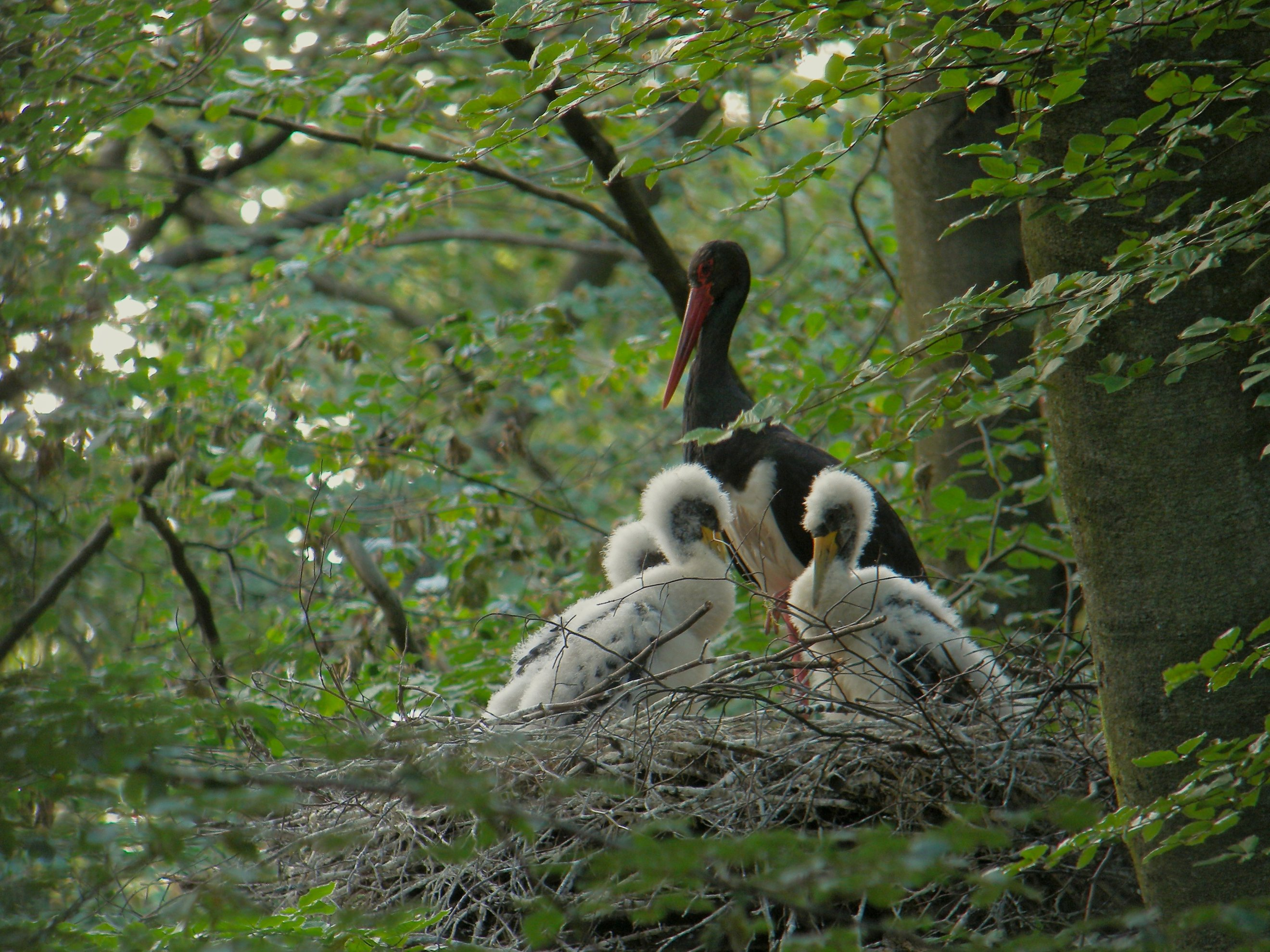
Au nid, avec trois jeunes, en Belgique.
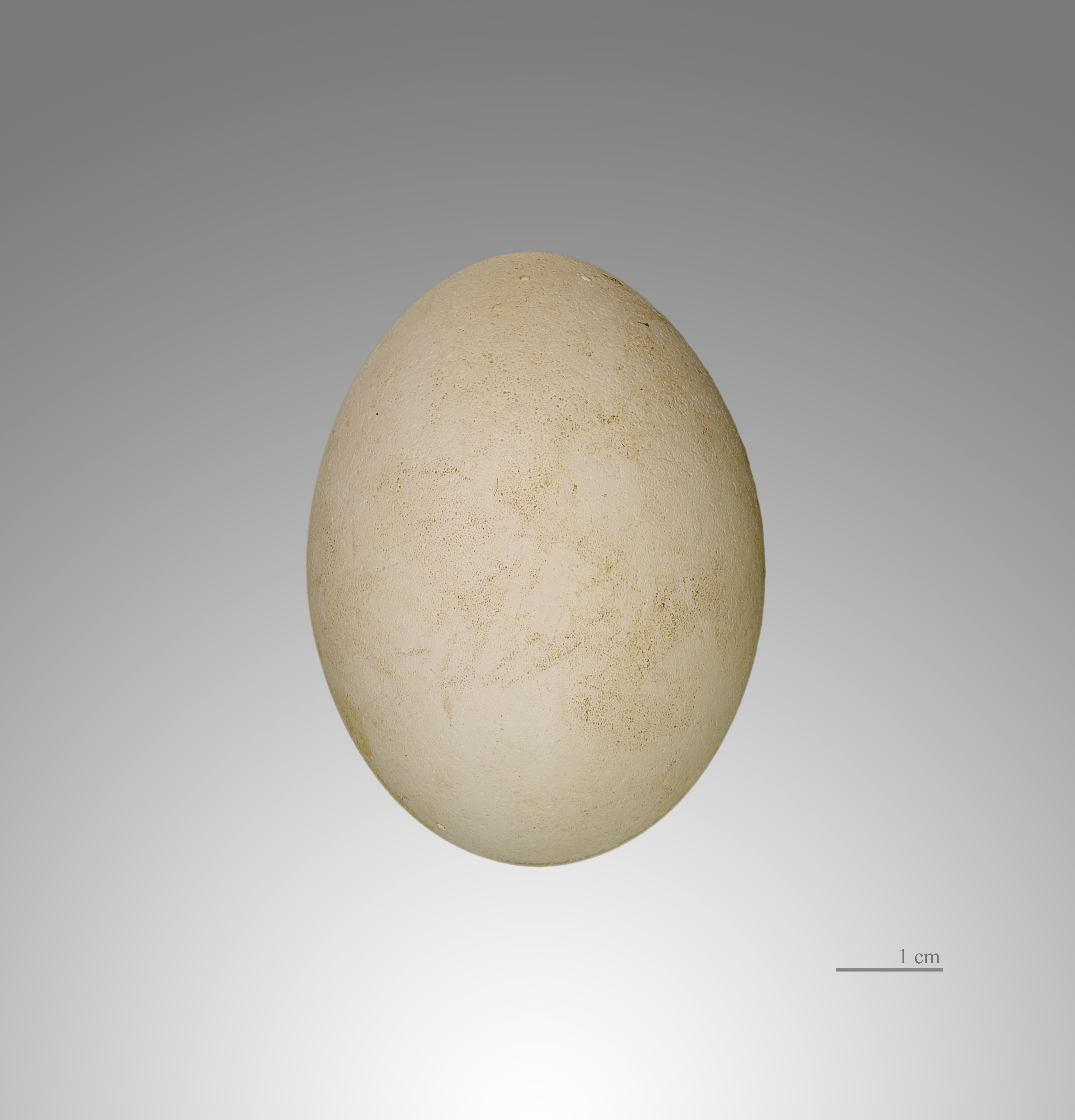
Œuf de cigogne noire, de la collection du muséum d'histoire naturelle de Toulouse et provenant de Pont-de-Crau, en France.

La cigogne noire niche dans l'est de l'Europe et dans la péninsule Ibérique près de points d'eau douce. Contrairement à la cigogne blanche, la cigogne noire est un habitant timide d'anciennes forêts fermées qui renferment des étangs et des ruisseaux. Cependant, dans certaines régions (Estrémadure, en Espagne par exemple) elle utilise des rochers pour établir son nid.

### Techniques de chasse
Pour la chasse, la cigogne noire alterne des moments de chasse à l'affût où elle bouge avec une lenteur extrême et des moments de rapide poursuite de sa proie pour de petits poissons et têtards.
Elle a aussi déjà été observée utilisant ses ailes comme un parasol pour mieux voir les poissons dans l'eau.

### Migrations
- quartiers d'hiver
- voies occidentales
- voies orientales

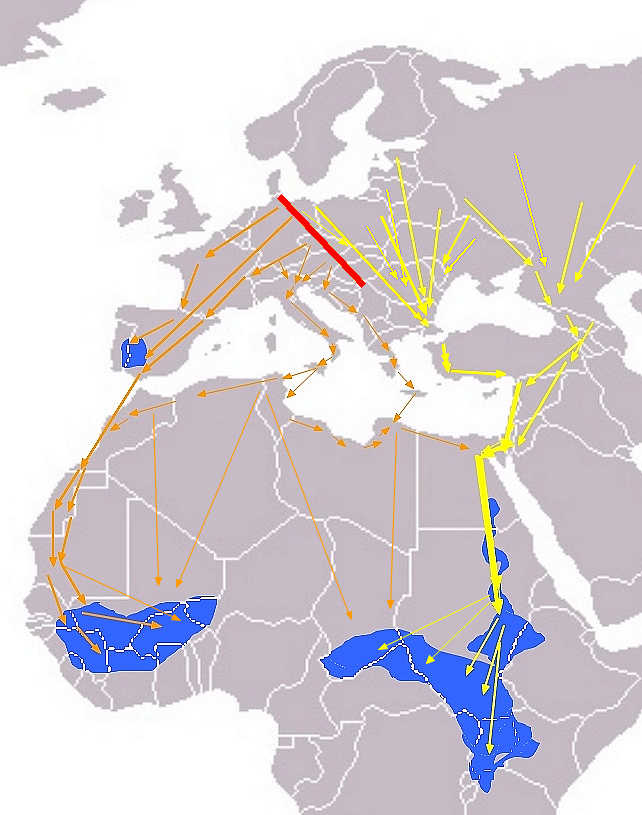
Voies de migration dans l'Ouest de la répartition :
quartiers d'hiver

La cigogne noire migre pour l'hiver vers l'Afrique et l'Inde. Les jeunes partent plus tôt que les adultes. Seule la population de la péninsule Ibérique reste sur place. Elle vole dans des courants d'air chaud pour faciliter le vol sur de longues distances. Elles traversent la Méditerranée et passent par le détroit du Bosphore. Elles parcourent entre 200 et 300 kilomètres par jour, mais cela peut aller jusqu’à 500 kilomètres.
Les cigognes migrent à partir du milieu du mois d'août jusqu’à la fin du mois de septembre, puis reviennent au milieu du mois de mars. Suivant leurs trajectoires, les cigognes noires migrent vers la Tunisie, au Nigeria ou au Mali.

## Dénominations et systématique

### Taxinomie
La cigogne noire fait partie des nombreuses espèces d'oiseaux décrites par le naturaliste suédois Carl von Linné dans la dixième édition de son Systema Naturae parue en 1758, et où il lui donne pour protonyme le binôme de Ardea nigra. L'espèce est reclassée en 1760 et de manière définitive par le zoologiste français Mathurin Jacques Brisson dans un nouveau genre, Ciconia,. Le nom de genre, Ciconia, vient du mot latin pour « cigogne », cĭcōnĭa, initialement retrouvé dans les œuvres d'Horace et d'Ovide ; nigra était quant à lui le mot latin pour « noir ».
Malgré sa grande zone de répartition géographique, aucune sous-espèce n'est distinguée,.

### Phylogénie
- - Ciconia nigra (Cigogne noire)
  - 
    - Ciconia abdimii (Cigogne d'Abdim)
    - 
      - Ciconia stormi (Cigogne de Storm)
      - Ciconia episcopus (Cigogne épiscopale)

  - 
    - Ciconia maguari (Cigogne maguari)
    - 
      - Ciconia boyciana (Cigogne orientale)
      - Ciconia ciconia (Cigogne blanche)

La famille de la cigogne noire, celle des Ciconiidae, est depuis 2008 la seule de l'ordre des Ciconiiformes, qui autrefois comptait notamment certains Pelecaniformes (les hérons, le Bec-en-sabot du Nil et l'Ombrette africaine). La petite vingtaine d'espèces actuelles de la famille, qui se distinguent par leurs ailes larges et arrondies, leur queue courte et leur anisodactylie avec les trois doigts antérieurs légèrement palmés, sont réparties en six genres constituant dans trois grands groupes : le premier rassemble les genres Mycteria (quatre tantales) et Anastomus (deux bec-ouverts), le second les grandes espèces des genres Ephippiorhynchus (deux jabirus), Jabiru (du Jabiru d'Amérique) et Leptoptilos (trois marabouts), et le troisième ne compte que le genre Ciconia, des cigognes vraies. Ce dernier groupe contient la cigogne noire et six autres espèces actuelles, qui se caractérisent par leurs becs droits et pointus et leur plumage principalement noir et blanc.

## Menaces et conservation

### France
Cette espèce est menacée :
- Liste Rouge de UICN France, Statut EN (espèce en danger) en tant que nicheur et VU (espèce vulnérable) en tant qu'espèce de passage[21],[22]
- Article 3 de la liste des oiseaux protégés sur l'ensemble du territoire et les modalités de leur protection[23]

### Europe
Cette espèce est protégée :
- Annexe I de la directive Oiseaux de l'Union européenne.

### International
Cette espèce est réglementée :
- Annexe II de la Convention de Bonn sur les espèces migratices.
- Annexes A et B de Cites

## Répartition

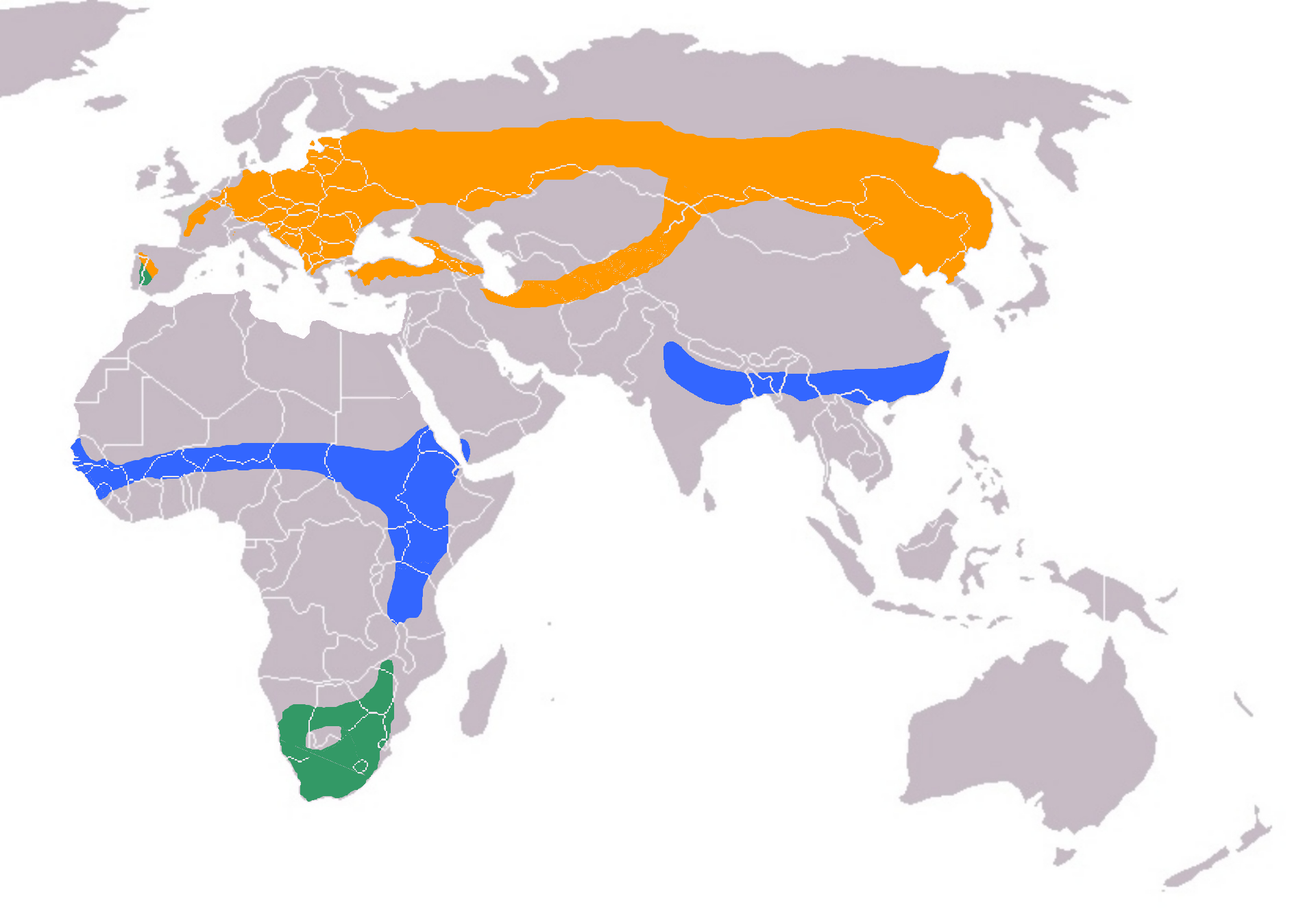
habitat permanent
habitat d'été
zones d'hivernage